# Ярлык (компьютер)

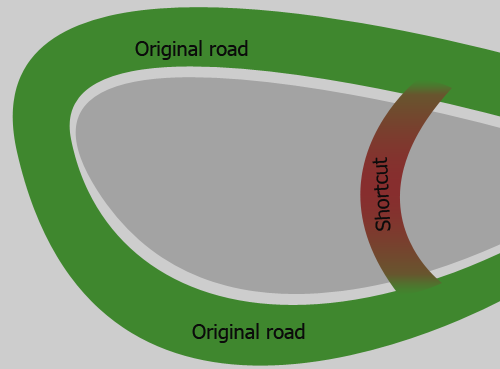
Ярлык в ОС Ubuntu

Ярлы́к (англ. shortcut) — файл, служащий указателем на объект (например, файл, который требуется определённым образом обработать), программу или команду и содержащий дополнительную информацию.
Чаще всего ярлыки создаются на рабочем столе для быстрого запуска программ, находящихся в «неудобных» местах.
Размер файла ярлыка составляет обычно от нескольких десятков до нескольких сотен байт.
Изменение свойств объекта, на который ссылается такая ссылка, приводит к изменению её содержимого, а удаление или перемещение объекта (изменение пути к нему в файловой системе) — к её неработоспособности (в версиях Windows начиная с Windows 2000 данная проблема неактуальна — пути к файлам в любых ярлыках переписываются автоматически).

## Отличия от других видов ссылок
Так как он является отдельным файлом, то, в отличие от жёсткой ссылки, действия, производимые с ним, обычно не влияют на объект, на который он указывает, и, в отличие от символической ссылки он занимает больше места на носителе данных. Обрабатываются ярлыки и файлы конфигурации рабочего стола не драйвером файловой системы, а более высокоуровневым ПО.

## ЯрлыкиMicrosoft WindowsиWindows NT
- Ярлыки, привязанные к файлу или каталогу, являются бинарными файлами[5] и имеют расширение .lnk (от англ. link — связь), привязанные к программе MS-DOS — расширение .pif (от англ. program information file; содержали сведения о параметрах запуска программы MS-DOS: размер доступной памяти, шрифт и режим консольного отображения — в окне или на весь экран и т. д.), а к ресурсу Интернета — .url (см.: URL). Расширение по умолчанию скрывается Проводником независимо от флажка «Скрывать расширения для зарегистрированных типов файлов».
- По умолчанию иконка ярлыка имеет поверх основной пиктограммы небольшую стрелку в нижнем левом углу.

## Ярлыкиfreedesktop.org
Ярлыки freedesktop являются текстовыми файлами, называющимися элемент рабочего стола (англ. desktop entry). Интегрированные графические пользовательские среды, такие как GNOME или KDE, позволяют создавать ярлыки с помощью меню.
- Ярлыки freedesktop имеют расширение .desktop.
- Формат позволяет указывать своё название (например, «Mozilla Firefox»), общее название (например, «веб-браузер»), комментарий (например, «Для просмотра сайтов в Интернет»), значок и т. п., для каждой локали[6].